# Goran Senjanović
Goran Senjanović (nacido el 9 de junio de 1950) es un físico teórico del Centro Internacional de Física Teórica (ICTP). Obtuvo su doctorado en el City College of New York en 1978, bajo la supervisión de Rabindra Mohapatra. Antes de pasar a formar parte del ICTP en 1991, trabajó en el Brookhaven National Laboratory como miembro regular, y como profesor de física en la Universidad de Zagreb. Sus principales áreas de investigación son la física de neutrinos, teorías de unificación de fuerzas entre las partículas elementales, violación de número bariónico y leptónico y supersimetría.
Senjanović es bien conocido por el mecanismo del see-saw, que propuso junto con Rabindra Mohapatra en 1979, e independientemente de Peter Minkowski, Sheldon Lee Glashow, Murray Gell-Mann, Pierre Ramond, Richard Slansky y Tsutomu Yanagida. El mecanismo del seesaw es el marco teórico más aceptado en la actualidad para resolver el misterio de la pequeñez de la masa del neutrino. Según este mecanismo, la pequeña masa del neutrino (de helicidad definida como izquierda) está conectada con la existencia de su contraparte de helicidad derecha, mucho más pesado. En los trabajos de Minkowski, y en los de Mohapatra y Senjanovic, la pequeñez de la masa del neutrino se debe al hecho de que la interacción débil viola máximamente la simetría de Paridad.
Junto con Mohapatra, Jogesh Pati y Abdus Salam, Senjanović es uno de los proponentes de la teoría left-right, basada en la introducción de la simetría izquierda-derecha en las interacciones electrodébiles, con objeto de entender el origen de la violación de paridad en la naturaleza. En esta teoría, la simetría left-right se rompe espontáneamente, lo que permite su restauración a altas energías. En este contexto, en un trabajo con Wai-Yee Keung en 1983, propuso una manera de probar directamente la vioalción del número leptónico e investigar la naturaleza de Majorana de los neutrinos derechos en colisionadores de hadrones, hoy en día un paradigma para tales procesos en el Gran Colisionador de Hadrones del CERN.
Senjanović es también conocido por su trabajo en unificación de las constantes de calibre en teorías supersimétricas. Siguiendo la sugerencia original de Savas Dimopoulos, Stuart Raby y Frank Wilczek, y de Luis Ibáñez y Graham G. Ross, en colaboración con William J. Marciano, demostró en 1981 que la unificación supersimétrica requiere que quark top sea muy pesado (con masa cerca de 200 GeV), años antes de que los experimentos lo confirmaran.
En 2010, se organizó en su honor una conferencia internacional en Split, Croacia, en ocasión de sus 60 años.
Tiene una hija, Natasha.